# 冯熙
冯熙（438年—495年），字晋昌，或作晋国，長樂郡信都縣（今河北省衡水市冀州區）人。北魏外戚，文明冯太后之兄。

## 生平
北燕天王冯弘孙。馮朗之子，北燕亡，冯朗仕魏至刺史，冯熙生于長安。母乐浪王氏，被姚氏魏母養育。因叔父乐陵公馮邈亡命柔然，其父馮朗被处死，魏母带着馮熙逃到氐族、羌族地区养育。十二岁时喜好弓射、骑馬，有武勇才幹，氐族、羌族都归附他。魏母見他这样，決意带他回到長安。馮熙初为博士学問，从師学习《孝经》、《論語》，喜欢陰陽兵法。長大後，游历華陰郡、河東郡。
馮熙的姑母入後宮，為魏太武帝左昭儀。馮熙之妹（文明皇后）為魏文成帝皇后。馮熙被召赴都城平城，受冠軍将軍之号，封肥如侯。娶文成帝妹、恭宗女博陵长公主，拜驸马都尉，後出任定州刺史，465年（和平六年）六月，封昌黎王。魏献文帝時，468年（皇興二年）六月，為太傅，累拜内都大官。
471年（延興元年）魏孝文帝即位，冯太后临朝，馮熙任侍中、太师、中书监，兼领秘书事。他因为文明太后掌权，自任宮中显位心不自安，以求外任，以侍中、太師、車騎大將軍、開府、都督除洛州刺史。477年（太和元年）十一月，怀州伊祁苟说自己是尧的後裔，自称应王，被馮熙討滅。
洛陽很多经典佚失，《三字石经》残存，馮熙、常伯夫相次为洛州刺史，废毁分用，大至颓落。馮熙笃信佛法，以家财建造佛舍七十二处，写十六部一切经。諸州寺院多建於高山，为营佛寺多伤民畜。有人劝阻，馮熙说“成就后，人唯见佛图，焉知杀人牛也。”北邙寺碑文，是中书侍郎贾元寿之词。孝文帝多次登北邙寺，亲读碑文，称为佳作。
冯熙为政不能仁厚，有贪纵之声。因事取夺他人子女为奴婢，有容色的女子纳为妾，有子女数十人。馮熙事魏母为孝，像对待生母一样，魏母去世，散髪光脚，悲痛三日不饮浆，孝文帝許可得齐衰丧服。入朝，授内都大官，太师如故。492年（太和十六年），以异姓例降，改封京兆郡公。
其三女均为孝文帝所纳，宠贵日隆。孝文帝先后以其二女为皇后，一女为左昭仪。493年（太和十七年），孝文帝以馮熙第三女立为皇后，五女封为昭儀。冯氏宠贵益隆，赏赐累巨万。孝文帝特许馮熙上書不臣、入朝不拜，馮熙依然和以前一样上書称臣。馮熙卧病在床，孝文帝派遣医師，自己亲自到馮熙宅邸探视。495年（太和十九年）正月廿四日，冯熙在平城病故。赠假黄钺、侍中、都督十州诸军事、大司马、太尉、冀州刺史。谥号武公。

## 家庭

### 父
- 冯朗，广平公，孝文幽皇后祖父。

### 姐妹
- 冯氏，嫁富城静公穆乙九之子穆真。
- 冯氏，魏文成帝文成文明皇后。

### 妻妾
- 博陵長公主拓跋氏，正室。
- 常氏，側室，孝文幽皇后之母。

### 子
- 冯诞，长乐元懿公。
- 冯修。
- 冯聿，信都伯。
- 冯夙，北平公。
- 冯次兴。
- 冯辅兴。
- 冯俊兴，官至员外郎，广陵惠王元羽与冯俊兴的妻子私通，夜里前去寻欢，被冯俊兴堵住痛打了一顿，并把元羽藏匿起来，501年五月十九日，元羽死去（熙子多以興爲行，熙本傳有寶興、輔興。元液墓誌有次興。廣陵王羽傳『羽先淫員外郎馮俊興妻』，疑俊興亦熙子）。

### 女
- 冯氏，長女，南平王元纂妃。
- 冯氏，次女，孝文幽皇后。
- 冯氏，三女，孝文废皇后。
- 冯氏，四女，孝文昭儀。
- 冯氏，五女，孝文昭儀。
- 冯氏，六女，安丰王元延明妃。
- 冯令华，七女，任城王元澄妃。
- 冯季华，乐安王元悦妃。
- 冯氏，元显魏妻。
- 冯氏，元诱妻。
- 冯氏，元竫妻，元举母。

## 延伸阅读
[在维基数据编辑]
 《魏書/卷83上》，出自魏收《魏书》
 《北史·卷080》，出自李延壽《北史》